# Mohammed bin Abdulrahman Al Thani
Mohammed bin Abdulrahman bin Jassim Al Thani (en árabe: محمد بن عبدالرحمن بن جاسم آل ثاني‎) (Doha, 1 de noviembre de 1980) es un político catarí, que se desempeña como ministro de Relaciones Exteriores de Catar desde el 27 de enero de 2016 y como primer ministro desde el 7 de marzo de 2023.

## Biografía
Obtuvo una licenciatura en economía y administración de negocios de la Universidad de Catar en 2003.  El mismo año comenzó a servir en el Consejo Supremo de Asuntos de la Familia Al Thani como investigador económico. De 2005 a 2009 fue director de asuntos económicos. En marzo de ese año fue nombrado director del proyecto de apoyo y desarrollo de pequeñas y medianas empresas estatales en el ministerio de economía y comercio en marzo de 2009.
Fue nombrado secretario del emir de Catar para asuntos de seguimiento en el palacio de gobierno en junio de 2010. Desde enero de 2014 se desempeñó como ministro de Relaciones Exteriores adjunto para asuntos de cooperación internacional, hasta que fue nombrado ministro de Relaciones Exteriores el 27 de enero de 2016, reemplazando en el cargo a Jalid bin Mohammad Al Attiyah.